# NGC 6120
NGC 6120 is een spiraalvormig sterrenstelsel in het sterrenbeeld Noorderkroon. Het hemelobject werd op 17 maart 1880 ontdekt door de Britse astronoom William Herschel.

## Synoniemen
- UGC 10343
- IRAS16180+3753
- MCG 6-36-29
- 1ZW 141
- ZWG 196.41
- KUG 1618+378
- PGC 57842